# Клермон (Ланд)
Клермон (фр. Clermont) насеље је и општина у југозападној Француској у региону Аквитанија, у департману Ланд која припада префектури Дакс.
По подацима из 2011. године у општини је живело 804 становника, а густина насељености је износила 53,53 становника/km². Општина се простире на површини од 15,02 km². Налази се на средњој надморској висини од 50 метара (максималној 59 m, а минималној 9 m).

## Демографија
| 1962. | 1968. | 1975. | 1982. | 1990. | 1999. | 2011. |
| ----- | ----- | ----- | ----- | ----- | ----- | ----- |
| 464   | 485   | 508   | 553   | 594   | 646   | 804   |

График промене броја становника у току последњих година